# جشنواره آندر د رادر
جشنواره آندر د رادر (به انگلیسی: Under the Radar Festival) یک جشنواره تئاتر است که از سال ۲۰۰۵ هر سال در نیویورک ایالات متحده آمریکا برگزار می‌شود. در این جشنواره آثاری که ایده‌های ویژه و متفاوت با جریان‌های معمول دارند اجرا می‌شوند.